# Joyce Quin
Joyce Quin (n. 26 noiembrie 1944) este un om politic britanic, membru al Parlamentului European în perioadele 1979-1984 și 1984-1989 din partea Regatului Unit.
1. 1 2 3 4   https://archives.eui.eu/isaar/733, accesat în 14 aprilie 2020 Lipsește sau este vid: |title= (ajutor)
2. ↑  Joyce Gwendolen Quin, Baroness Quin, The Peerage
3. 1 2  The Peerage
4. 1 2  TheyWorkForYou
5. 1 2  Hansard 1803–2005
6. ↑  Deputații în Parlamentul European